# Японське карі
Карі (яп. カレー, カレーライス, Каре, Каре райсу) — популярна японська страва на основі соусу карі, що використовується як приправа до вареного рису, іноді вживається з хлібом (зокрема як начинка для пиріжків) або з локшиною. Прийшло в японську кухню в кінці XIX століття через Велику Британію (тому, власне, і вважається в Японії стравою європейської, а не азійської кухні), до кінця XX століття карі набуло такої популярності, що нині вважається національною стравою Японії.

## Походження
Вперше в Японії карі з'явилося в період Мейдзі (1868—1912), через посередництво британської кухні. В той час Індія перебувала під адміністративним управлінням Британської імперії, і адаптований до європейських смаків варіант індійської страви був широко поширений на кораблях Royal Navy як недорога й ситна їжа для матросів. В кінці XIX — на початку XX століття, після підписання японо-британського союзу, уряд Японії замовив у Великій Британії багато військових кораблів, таких як лінійний крейсер «Конго», та надіслав до Великої Британії для навчання власних військових моряків, які, очевидно, й привезли додому популярну британську страву, що стала основою військово-морський дієти. Після закінчення Другої світової війни страва поширилася і серед цивільного населення.

## Приготування
Основною складовою японського карі є густий, пряний соус із овочів і, як правило, м'яса, переважно яловичини, свинини або курки, хоча зустрічаються й вегетаріанські види карі. На відміну від індійського карі, японський варіант зазвичай менш гострий, але для любителів гостроти доступні набори прянощів, що за гостротою не поступаються індійському оригіналу. Існують ще дві відмінності японського карі від індійського варіанту: по-перше, якщо більшість індійських карі розглядаються як основна страва — юшка або рагу, яку їдять з хлібом (наан) або його численними замінниками в індійській кухні: млинцями доса, коржами роті, паровими пампушками ідлі тощо, — в японській кухні карі — це приправа, якою відтіняють основну страву — традиційно, варений рис. По-друге, якщо в Індії прянощі для карі зазвичай використовуються у свіжому вигляді і готуються безпосередньо перед приготуванням, то в Японії кухарі зазвичай застосовують готові і комерційно широко поширені набори прянощів або напівфабрикати соусу (порошок карі, а також так звані карі-ру).
Для приготування соусу карі, основні його складники — м'ясо, а потім і тверді овочі (цибуля, морква, селера) — злегка обсмажують, переважно на олії, до появи золотистого відтінку, після чого заливають окропом або бульйоном, заправляють картоплею і тушкують до готовності. Після цього юшка загущується пряним ру з вершкового масла, борошна і порошку карі, причому більшість домашніх кухарів користується широко доступними в продажу готовими концентратами соусу, тоді як професійні кухарі воліють готувати його самостійно. Характерною особливістю багатьох рецептів японського карі є додавання при тушкуванні яблук.
Карі подається в ресторанах, продається в магазинах у вигляді напівфабрикату або додається до бенто. Іноді морозиво або какігорі (десерт з колотого льоду) також поливається японським карі.

## Різновиди японського карі

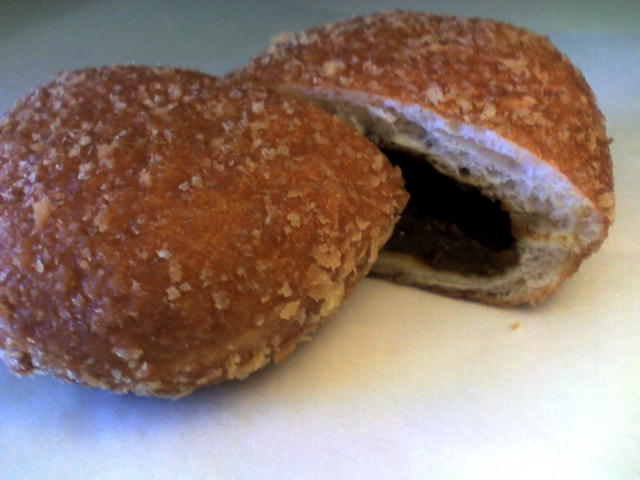
Карі-пан

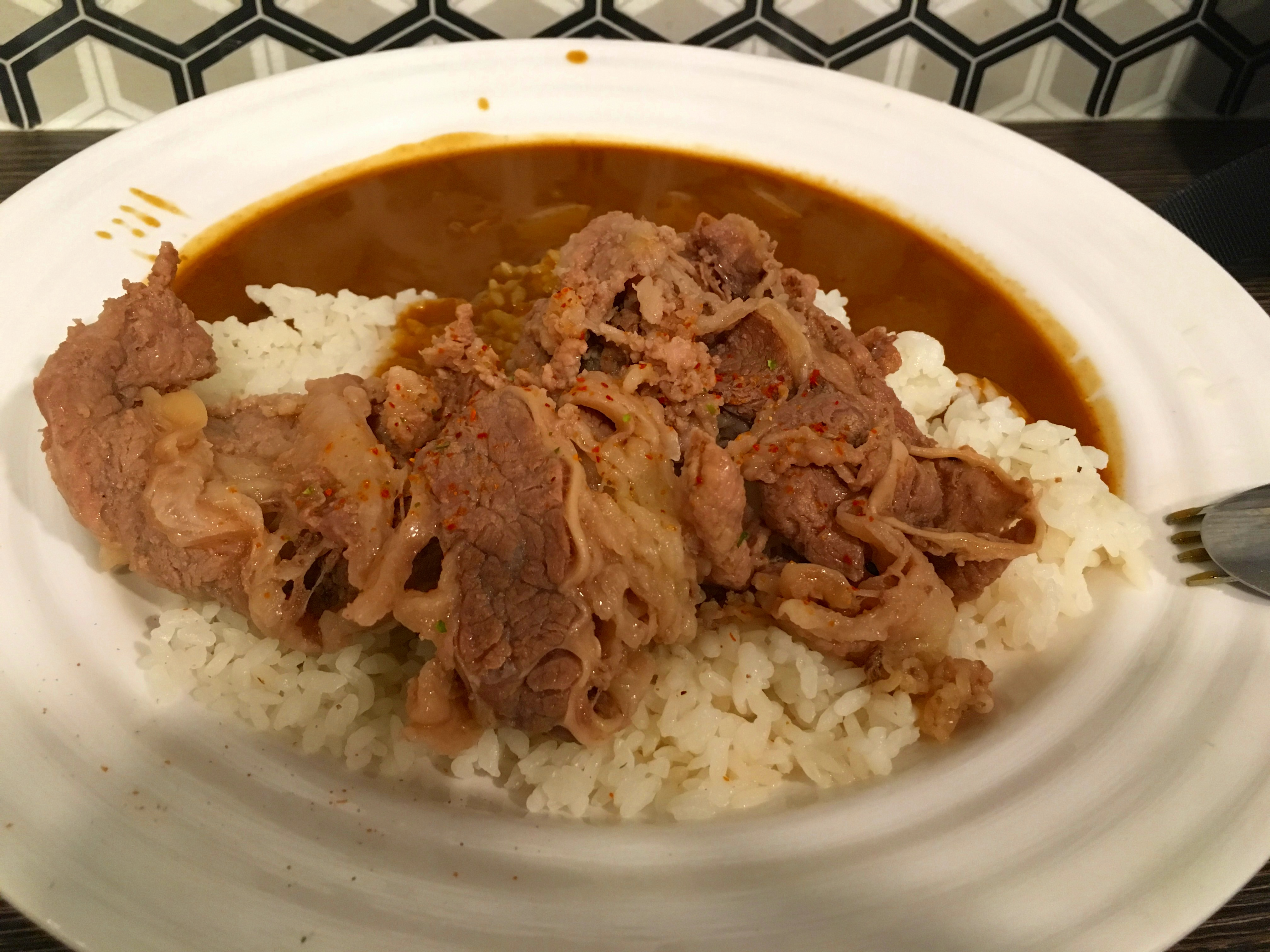
Японське карі з яловичиною в Сингапурі

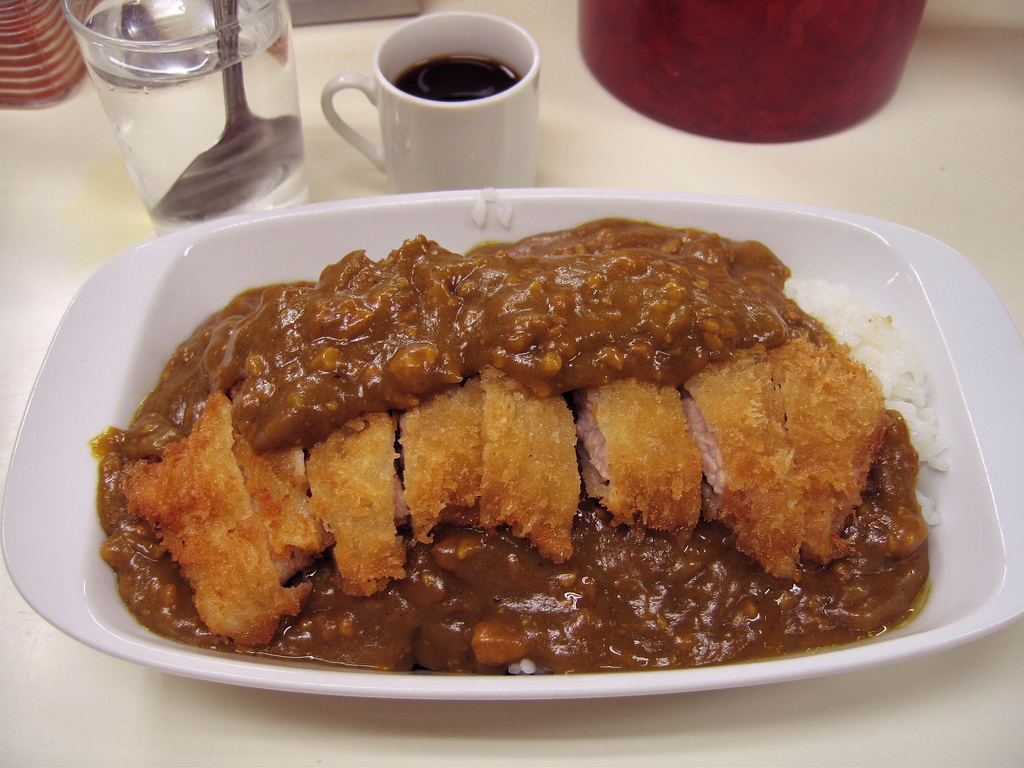
Кацу-карі з Джимбочо, Токіо

- Каре-пан: нагадує пиріжок з начинкою з карі. Начинка японських пиріжків «піросікі» також зазвичай складається з густого соусу карі.
- Карі-локшина: Удон або рамен з додаванням соусу карі.
- Кацу карі (яп. カツカレー): страва з обсмажених у хлібних крихтах котлет тонкацу із соусом карі.
- Дорай-каре (яп. ドライカレー, dorai karē): смажений рис із соусом карі або рис із соусом карі з м'ясним фаршем.
- Мадзе-каре (яп. 混ぜカレー, maze karē): рис-карі, що подається вже змішаним із соусом карі. Популярний в ресторанах карі «Jiyūken» (яп. 自由軒, Jiyūken) в місті Осака.
- Каре-дон (яп. カレー丼, karē don): соус карі, загущений і приправлений менцую або хондасі. Подається згори на рисі.
- Аіґаке (яп. 合がけ, aigake): рис, що подається з соусом карі і соусом Хаяші (смажена яловичина і цибуля, приготовані з червоним вином та соусом деміглас).
- Які-каре (яп. 焼きカレー, yaki karē): рис карі, политий сирим яйцем і запечений в духовці. Походить з міста Кітакюсю.
- Ішіякі-каре (яп. 石焼きカレー, ishiyaki karē): соус карі з рисом, що подається в нагрітій кам'яній мисці, аналогічно до страви пібімпап.
- Суп-карі (яп. スープカレー, sūpu karē): слабо загущений соус карі з крупно нарізаними інгредієнтами, що нагадує густий суп, який подається з курячими ніжками або крупно порізаними овочами. Популярний на Хоккайдо.

## Місцеві варіанти
З кінця 1990-х років з'явилася велика кількість місцевих варіантів японського карі, що стало можливим завдяки напівфабрикатам соусу карі у вакуумних упаковках.
Ось деякі з таких варіантів:
- Карі з оленятиною (яп. えぞ鹿カレー, ezoshika karē) з Хоккайдо.
- Карі з молюсками (яп. ほたてカレー, hotate karē), Префектура Аоморі.
- Карі з макреллю (яп. サバカレー, saba karē), Префектура Чіба.
- Яблучне карі (яп. リンゴカレー, ringo karē), Префектура Нагано та Префектура Аоморі.
- Карі з натто (яп. 納豆カレー, nattō karē), Міто.
- Нагойське карі з м'ясом кохінхінських курей (яп. 名古屋コーチンチキンカレー, Nagoya kōchin chikin karē), Префектура Айті.
- Карі з Мацусаки (мацусацька яловичина) (яп. 松阪牛カレー, Matsusaka gyū karē), Префектура Міє.
- Карі з китовим м'ясом (яп. クジラカレー, kujira karē), Префектура Вакаяма.
- Карі з устрицями (яп. 牡蠣カレー, kaki karē), Префектура Хіросіма.
- Карі з японською грушею (яп. 梨カレー, nashi karē), Префектура Сімане.
- Карі з «чорної» свинини (беркширська свиня) (яп. 黒豚カレー, kurobuta karē), Префектура Кагосіма.
- Карі з китайським гірким гарбузом (яп. ゴーヤーカレー, gōyā karē), Окінава.